# 玉木ヴァネッサ千尋
玉木ヴァネッサ千尋（たまきヴァネッサちひろ）は、日本の漫画家。2010年、「助演男優賞」がMANGAグランプリ第113回11月期優秀賞と月間ベスト賞を受賞。

## 作品

### 連載
- 横浜線ドッペルゲンガー（『週刊ヤングジャンプ』2014年11号[1] - 2015年1号[2]、全4巻） - デビュー作[3]。
- 隣の悪女（『週刊ヤングジャンプ』2018年16号[4] - 2019年2号→『となりのヤングジャンプ』2018年12月[5] - 2019年、全5巻）

### 読み切り
- 賢者の目（原作：真水光、『週刊ヤングジャンプ』2011年28号[6][7]）
- 紫乃と椿（『となりのヤングジャンプ』[8]）